# Torres de defensa de les Corts
Torres de defensa de les Corts són unes torres del municipi de l'Escala (Alt Empordà) declarades bé cultural d'interès nacional.

## Descripció
Situades al nord-oest del nucli urbà de la població, a poca distància del veïnat de les Corts. Les dues torres es troben integrades als masos Feliu i Torreportes.
Es tracta de dues torres de planta circular, amb el basament atalussat, que conserven una alçada aproximada d'uns 12 metres cada una i estan distribuïdes en quatre pisos. La torre corresponent al mas Feliu presenta, a la part superior, les restes de quatre matacans sostinguts per mènsules motllurades, tot i que ha perdut el coronament original. S'observen diverses espitlleres localitzades a diferents nivells i també algunes petites finestres rectangulars emmarcades amb carreus de pedra. La torre es troba connectada amb el cos principal del mas mitjançant una passera de pedra al primer pis, on hi ha la porta d'accés a la torre, emmarcada amb carreus de pedra i llinda plana. El nucli del mas, actualment rehabilitat, està format per tres cossos adossats, amb les cobertes a dues aigües i distribuït en planta baixa i dos pisos. A l'extrem sud-oest, adossat a la cantonada de la casa, hi ha un petit cos de planta circular, probablement corresponent a un antic forn, actualment destinat a altres usos. L'accés a l'edifici es fa mitjançant un espai de barri, al que s'accedeix mitjançant una porta d'arc rebaixat. Al costat hi ha un pou circular bastit amb pedra, i cobert amb volta rodona. La masia va créixer vers l'est mitjançant tres grans cossos de planta rectangular, alguns d'ells amb obertures de maons i gelosies de ceràmica, destinats a les tasques agrícoles.
La torre del mas Torreportes també ha perdut el coronament original, tot i que conserva les mènsules perimetrals procedents de la corsera desapareguda que cobria la torre. En el parament s'observen diverses espitlleres i algunes finestres rectangulars, emmarcades amb carreus de pedra i localitzades als pisos superiors. De la mateixa manera que al mas Feliu, la torre està comunicada amb l'edifici principal mitjançant una passera, en aquesta ocasió restituïda. Pel vessant nord-oest hi ha un altre edifici auxiliar adossat a l'estructura, i afegit posteriorment. Pel que fa al mas, cal dir que es troba força rehabilitat. El nucli central està format per un seguit de cossos adossats, que li confereixen una planta rectangular. Majoritàriament, les obertures presents a l'edificació són rectangulars i emmarcades en pedra, tot i que algunes força restituïdes, de la mateixa manera que la coberta original de la construcció. La masia es troba tancada per un espai tancat davanter.
Les dues torres es troben bastides amb pedra de diverses mides i pedruscall, lligat amb morter de calç. Els masos també estan bastits amb pedra i morter de calç.

## Història
El veïnat de les Corts es troba a 500 metres de les ruïnes d'Empúries, a ponent de l'Escala. Està format per cinc masies construïdes al peu del promontori de les Corts coronat pel Castellet, monument funerari romà. Les masies de Can Baix i Can Noguera formen un conjunt de dos masos fortificats antigament dedicats als cultius de cereals i horta. El mas Feliu (o Can Baix) és datat el 1733, i el mas Torreportes (o Can Noguera) al segle xi i 1705.